# Bulb olfactori
El bulb olfactori és una estructura del prosencèfal de vertebrats implicada en l'olfacte, la percepció d'olors. Forma, per tant, del sistema olfactori.
Envia informació olfactiva per processar-la a l'amígdala, l'escorça orbitofrontal (OFC) i l'hipocamp, on té un paper en l'emoció, la memòria i l’aprenentatge. El bulb es divideix en dues estructures diferenciades: el bulb olfactiu principal i el bulb olfactiu accessori. El bulb olfactiu principal es connecta amb l’amígdala a través de l'escorça piriforme de l'escorça olfactiva primària i es projecta directament des del bulb olfactiu principal fins a zones específiques de l'amígdala. El bulb olfactori accessori resideix a la regió dorsal-posterior del bulb olfactiu principal i forma una via paral·lela. La destrucció del bulb olfactiu provoca anòsmia ipsilateral, mentre que les lesions irritants de l'uncus poden provocar al·lucinacions olfactives i gustatives.